# 今井 (川崎市)
今井（いまい）は、神奈川県川崎市中原区に存在した大字。旧橘樹郡今井村、橘樹郡住吉村今井、橘樹郡中原町今井。
1940年（昭和15年）に耕地整理が行われた結果、今井上町・今井仲町・今井南町・今井西町が設置され、大字としての今井は東急東横線の高架下に残っていたが、2015年（平成27年）実施の住居表示により今井南町に編入され消滅した。

## 地理
多摩川低地帯の中央に位置し、東端を二ヶ領用水が流れている。土地は平坦ではあるが全体としてゆるやかに傾斜しており、「新編武蔵風土記稿」によれば「東西3町余南北10町余」で、多摩川の洪水にも巻き込まれる土地柄であり、土質は川に近い側では砂混じりとなっていたという。
今井は北端で上小田中と、東端では二ヶ領用水を境として小杉や市ノ坪と、南端では木月と、西端では下小田中と接していた。

## 歴史

### 中世以前
当地では条里制が行われたと推定されており、また隣接する小田中や井田は平安末期に稲毛本庄関連の文書で登場している。ただ、当地が文献に登場するのは1559年（永禄2年）の「小田原衆所領役帳」で、「稲毛庄木月郷今井やけへ方」とある。

### 江戸時代
今井が1村として確立したのは江戸時代に入ってからであり、その当時から天領と旗本領が入り乱れていた。なお、天領と筒井氏領は1705年（宝永2年）に増上寺へ寄進され、以降は同寺領と勝部氏領となったが、増上寺領は「御仏殿領」と「新御仏殿領」に二分されており、今井村には名主が3人もいる状況となった。村高は、正保年間の「武蔵田園簿」で268石3斗あまり、「元禄郷帳」では309石2斗あまり、「天保郷帳」では309石3斗あまり、幕末の「旧高旧領取調帳」では308石9斗あまりというように推移していた。「新編武蔵風土記稿」では家数40軒。水利としては二ヶ領用水やその分流を用い、悪水は渋川へと流されていた。水田が多くを占めており、幕末には渋川に設けた水車による白玉粉作りも行われた。
当地は将軍が鷹狩を行う御鷹場に指定され、新しい寺社や家屋敷を建てることも禁止されるなど、厳しい環境下に置かれていた。また、鷹場へ向かうために、二ヶ領用水に幕府が橋を架けていたが、生類憐れみの令により鷹場が廃止された結果、幕府の手が入らなくなり、村だけでは維持もままらなくなってしまった。一時は勧進により橋が復旧したこともあったが、生類憐れみの令の廃止により鷹場が復活したことで、幕府から命令が降り、橋を修築することとなった。ただ、今井村だけでは負担が過大となることもあり、関東郡代まで持ち込まれる争いの結果、中丸子や市ノ坪も人足を出すこととなった。また、1707年（宝永4年）の富士山噴火では、当地も火山灰で大きな被害を受け、幕府から御救金が支給されたが、その額は決して十分なものではなかった。

### 明治以降
明治以降、当地は行政上住吉村、中原町、川崎市と推移していった。その間も当地は農地であったが、二ヶ領用水沿いの道が橘樹郡道に指定されたことで、沿道に商店が形成された。また、北方を南武鉄道が通過したことで、村が分断されることとなった。大正末期からは、農地で桃の栽培が盛んとなった。川崎市編入後に行われた耕地整理により、「今井」を冠した4町が設置され、大字としての今井はわずかに残るのみとなっていた。

### 地名の由来
「今」は新しいという意味、「井」は井戸に限らず湧水や溜池といった水利を意味し、全体では「新しい用水により開かれた村」というような意味になると考えられる。中世以降に多く見られるようになり、東国に多い傾向が見られる。

### 沿革
- 1559年（永禄2年）-「小田原衆所領役帳」に、「稲毛庄木月郷今井やけへ方」とある。
- 1590年（天正18年）- 徳川家康江戸入府。当地は天領と旗本領の交錯地となる。
- 1611年（慶長16年）- 二ヶ領用水が完成。当地も潤される。
- 寛永年間 - 御鷹場に指定される。
- 1705年（宝永2年）- 天領と筒井氏領が増上寺へ寄進される。
- 1707年（宝永4年）- 宝永大噴火。当地も被害を受ける。
- 1737年（元文2年）- 惣百姓が月番年寄の罷免を求める[14]。
- 1854年（嘉永7年）- 水車が作られる。
- 1868年（明治元年）- 明治維新。当地は神奈川県所属となる。
- 1874年（明治7年）- 大区小区制施行により、当地は第4大区第7小区に属する[4]。
- 1889年（明治22年）- 町村制施行により、住吉村が成立。今井はその大字となる。
- 1925年（大正14年）- 住吉村の大半と中原村が合併し、中原町を新設。当地は中原町今井となる。
- 1927年（昭和2年）- 南武鉄道（現在の南武線）が開通。当地の北部を分断する形で走る。
- 1933年（昭和8年）- 中原町が川崎市に編入され、川崎市今井となる。
- 1940年（昭和15年）- 耕地整理により今井上町・今井仲町・今井南町・今井西町が設置される。
- 1972年（昭和47年）4月1日 - 川崎市の政令指定都市移行に伴い、5つ（当時、現在は7つ）の行政区が誕生。今井は中原区の所属となる。
- 2015年（平成27年）9月7日 - 住居表示実施により今井南町に編入され消滅[5]。

### 小字
今井には、地租改正以降、次のような小字が存在した。なお、一部の町名はこの小字からではなく、通称名から採られている。
北耕地
今井上町
中央耕地
今井仲町・今井南町の各一部
西耕地
今井西町
南耕地
今井仲町・今井南町の各一部
巽耕地
今井南町の一部。東急東横線の高架下に残存していたが、住居表示の実施に伴い今井南町に編入された。

## 施設
- 南武鉄道線（現南武線） - 当地に駅はなかった。
- 今井神社 - 村内の神社が合祀された[12]。
- 大乗院 - 今井で唯一の寺院であった[18]。